# Magellania iredalei
Magellania iredalei är en armfotingsart som beskrevs av Allan 1939. Magellania iredalei ingår i släktet Magellania och familjen Terebratellidae. Inga underarter finns listade i Catalogue of Life.